# Ronde van Frankrijk 1997
De 84e editie van de Ronde van Frankrijk werd gehouden van 5 tot 27 juli 1997. Het was de Tour waarin Jan Ullrich zijn enige eindoverwinning behaalde. Naast het eindklassement won Ullrich ook het jongerenklassement, dat hij van begin tot einde aanvoerde. Bovendien is het nog altijd de enige Duitse Tourzege.
Nadat Chris Boardman de proloog had gewonnen nam de Italiaan Mario Cipollini de gele trui over voor enkele dagen. Later in de ronde ging de trui nog naar de Fransman Cédric Vasseur voordat hij definitief naar Ullrich ging.
- Aantal ritten: 21
- Totale afstand: 3950 km
- Gemiddelde snelheid: 39,237 km/h
- Aantal deelnemers: 198
- Aantal uitgevallen: 49

## Belgische en Nederlandse prestaties
In totaal namen er 9 Belgen en 11 Nederlanders deel aan de Tour van 1997.

### Belgische etappezeges
- In 1997 was er geen Belgische etappezege.

### Nederlandse etappezeges
- Jeroen Blijlevens won de 6e etappe van Le Blanc naar Marennes.

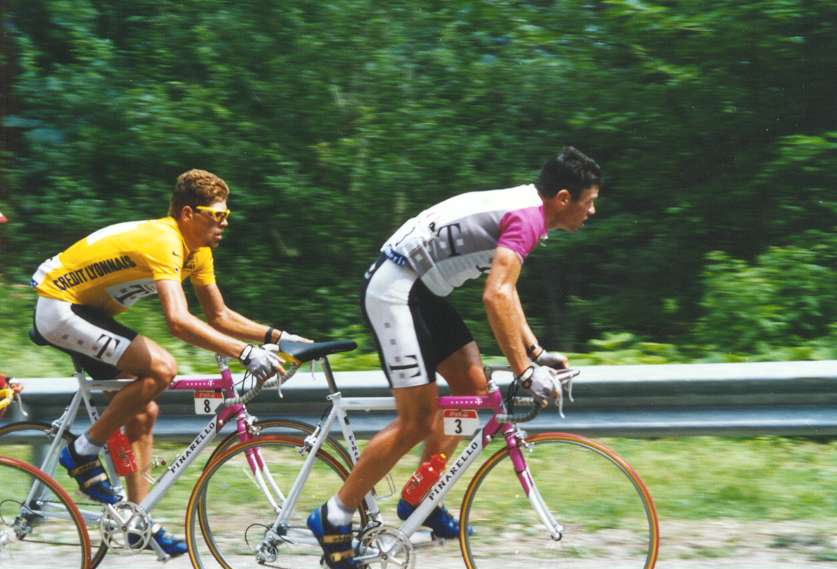
Jan Ullrich en Udo Bölts in de Vogezen

## Etappe-overzicht
| datum   | etappe  | route                               | afstand  | winnaar           | gele trui       |
| ------- | ------- | ----------------------------------- | -------- | ----------------- | --------------- |
| 5 juli  | Proloog | Rouen (ITT)                         | 7,3 km   | Chris Boardman    | Chris Boardman  |
| 6 juli  | 1       | Rouen - Forges-les-Eaux             | 192 km   | Mario Cipollini   | Mario Cipollini |
| 7 juli  | 2       | Saint-Valery-en-Caux - Vire         | 262 km   | Mario Cipollini   | Mario Cipollini |
| 8 juli  | 3       | Vire - Plumelec                     | 224 km   | Erik Zabel        | Mario Cipollini |
| 9 juli  | 4       | Plumelec - Puy du Fou               | 223 km   | Nicola Minali     | Mario Cipollini |
| 10 juli | 5       | Chantonnay - La Châtre              | 261,5 km | Cédric Vasseur    | Cédric Vasseur  |
| 11 juli | 6       | Le Blanc - Marennes                 | 215,5 km | Jeroen Blijlevens | Cédric Vasseur  |
| 12 juli | 7       | Marennes - Bordeaux                 | 194 km   | Erik Zabel        | Cédric Vasseur  |
| 13 juli | 8       | Sauternes - Pau                     | 161,5 km | Erik Zabel        | Cédric Vasseur  |
| 14 juli | 9       | Pau - Loudenvielle                  | 182 km   | Laurent Brochard  | Cédric Vasseur  |
| 15 juli | 10      | Luchon - Andorra/Arcalis            | 252,5 km | Jan Ullrich       | Jan Ullrich     |
| 16 juli | 11      | Andorra la Vella - Perpignan        | 192 km   | Laurent Desbiens  | Jan Ullrich     |
| 17 juli | Rustdag | Rustdag                             | Rustdag  | Rustdag           | Rustdag         |
| 18 juli | 12      | Saint-Étienne - Saint-Étienne (ITT) | 55,5 km  | Jan Ullrich       | Jan Ullrich     |
| 19 juli | 13      | Saint-Étienne - l'Alpe d'Huez       | 203,5 km | Marco Pantani     | Jan Ullrich     |
| 20 juli | 14      | Le Bourg-d'Oisans - Courchevel      | 148 km   | Richard Virenque  | Jan Ullrich     |
| 21 juli | 15      | Courchevel - Morzine                | 208,5 km | Marco Pantani     | Jan Ullrich     |
| 22 juli | 16      | Morzine - Fribourg                  | 181 km   | Christophe Mengin | Jan Ullrich     |
| 23 juli | 17      | Fribourg - Colmar                   | 218,5 km | Neil Stephens     | Jan Ullrich     |
| 24 juli | 18      | Colmar - Montbéliard                | 175,5 km | Didier Rous       | Jan Ullrich     |
| 25 juli | 19      | Montbéliard - Dijon                 | 172 km   | Mario Traversoni  | Jan Ullrich     |
| 26 juli | 20      | Disneyland - Disneyland (ITT)       | 63 km    | Abraham Olano     | Jan Ullrich     |
| 27 juli | 21      | Disneyland - Parijs                 | 147,5 km | Nicola Minali     | Jan Ullrich     |

## Eindklassementen
| Eindklassement      | Eindklassement          | Eindklassement | Eindklassement |
| ------------------- | ----------------------- | -------------- | -------------- |
| Algemeen klassement | Jan Ullrich             | 100h 30' 35"   |                |
| Tweede              | Richard Virenque        | + 9' 09"       |                |
| Derde               | Marco Pantani           | + 14' 03"      |                |
| Vierde              | Abraham Olano           | + 15' 55"      |                |
| Vijfde              | Fernando Escartín       | + 20' 32"      |                |
| Zesde               | Francesco Casagrande    | + 22' 47"      |                |
| Zevende             | Bjarne Riis             | + 26' 34"      |                |
| Achtste             | José-Maria Jimenez      | + 31' 17"      |                |
| Negende             | Laurent Dufaux          | + 31' 55"      |                |
| Tiende              | Roberto Conti           | + 32' 26"      |                |
| Rode Lantaarn       | Philippe Gaumont (139e) | + 4h 26' 09"   |                |
| Puntenklassement    | Erik Zabel              | 350 punten     |                |
| Tweede              | Frédéric Moncassin      | 223 punten     |                |
| Derde               | Mario Traversoni        | 198 punten     |                |
| Bergklassement      | Richard Virenque        | 579 punten     |                |
| Tweede              | Jan Ullrich             | 328 punten     |                |
| Derde               | Francesco Casagrande    | 309 punten     |                |
| Jongerenklassement  | Jan Ullrich             | 100h 30' 35"   |                |
| Tweede              | Peter Luttenberger      | + 45' 39"      |                |
| Derde               | Michael Boogerd         | + 1u 00' 33"   |                |
| Ploegenklassement   | Team Deutsche Telekom   | 301h 51' 30"   |                |
| Tweede              | Mercatone Uno           | + 31' 56"      |                |
| Derde               | Festina                 | + 47' 52"      |                |

 winnaars gele trui · 
 puntenklassement · 
 bergklassement · 
 jongerenklassement · 
 tussensprintklassement · 
 combinatieklassement · 
 ploegenklassement · 
 strijdlust · 
rode lantaarn
records · meeste deelnames · ranglijst etappewinnaars · bekende beklimmingen · valpartijen · dopinggevallen · Grand Départ · Souvenir Henri Desgrange
1903 · 
1904 · 
1905 · 
1906 · 
1907 · 
1908 · 
1909 · 
1910 · 
1911 · 
1912 · 
1913 · 
1914 ·
1915 ·
1916 ·
1917 ·
1918 · 
1919 · 
1920 · 
1921 · 
1922 · 
1923 · 
1924 · 
1925 · 
1926 · 
1927 · 
1928 · 
1929 · 
1930 · 
1931 · 
1932 · 
1933 · 
1934 · 
1935 · 
1936 · 
1937 · 
1938 · 
1939 · 
1940 ·
1941 ·
1942 ·
1943 ·
1944 ·
1945 ·
1946 ·
1947 · 
1948 · 
1949 · 
1950 · 
1951 · 
1952 · 
1953 · 
1954 · 
1955 · 
1956 · 
1957 · 
1958 · 
1959 · 
1960 · 
1961 · 
1962 · 
1963 · 
1964 · 
1965 · 
1966 · 
1967 · 
1968 · 
1969 · 
1970 · 
1971 · 
1972 · 
1973 · 
1974 · 
1975 · 
1976 · 
1977 · 
1978 · 
1979 · 
1980 · 
1981 · 
1982 · 
1983 · 
1984 · 
1985 · 
1986 · 
1987 · 
1988 · 
1989 · 
1990 · 
1991 · 
1992 · 
1993 · 
1994 · 
1995 · 
1996 · 
1997 · 
1998 · 
1999 · 
2000 · 
2001 · 
2002 · 
2003 · 
2004 · 
2005 · 
2006 · 
2007 · 
2008 · 
2009 · 
2010 · 
2011 · 
2012 · 
2013 · 
2014 · 
2015 · 
2016 · 
2017 · 
2018 · 
2019 ·
2020 · 
2021 · 
2022 · 
2023 · 
2024 · 
2025